# ソースアベイラブル・ソフトウェア
ソースアベイラブル・ソフトウェア（英: source-available software）は、ソースコードが入手可能なソフトウェアのこと。ソースコードが閲覧可能な状態で公開されたソフトウェアで、ソースコードを表示したり、場合によっては編集したりすることが出来るが、オープンソースと呼ばれる基準を必ずしも満たしているとは限らない。
オープンソースではないソースアベイラブルの一例として、ソースコードは開示しているが、商用利用に制限があるソフトウェアなど。Red Hat Enterprise LinuxやMongoDB、Vagrantなどがある。クリエイティブ・コモンズ・ライセンスの非営利や改変禁止を適用するとオープンソースではなくなり、単にソースアベイラブルになる。